# Sarcophaga inaequalis
Sarcophaga inaequalis är en tvåvingeart som beskrevs av Austen 1909. Sarcophaga inaequalis ingår i släktet Sarcophaga och familjen köttflugor. Inga underarter finns listade i Catalogue of Life.